# نودة (كوثر)
نودة هي قرية في مقاطعة كوثر، إيران. يقدر عدد سكانها بـ 122 نسمة بحسب إحصاء 2016.